# 林慶隆
林慶隆（1947年—），台灣政府官員，曾任中華民國審計長。

## 經歷
出生於彰化縣，逢甲大學金融保險系學士朝陽技術學院財務金融研究所碩士，朝陽技術學院名譽博士。高等考試會計審計人員、會計師檢覈考試及格。曾任審計部台灣省審計處科長、副處長、台中市審計室主任、高雄市審計處處長、審計部廳長、副審計長。民國96年10月2日任審計長，於民國102年10月2日續任。

### 參閱資料
- 黃鴻銘. .   [2017-10-23]. （原始内容存档于2020-08-02）.
- 許紹軒. . 2007-09-16  [2017-10-23]. （原始内容存档于2019-12-03）.

## 延伸閱讀
- 昔盛讚有能力 費鴻泰今翻臉要林慶隆下台 （页面存档备份，存于），自由時報
- 審計長林慶隆 獲朝陽名譽博士 （页面存档备份，存于），中國時報